# Cheffois
Cheffois ist eine französische Gemeinde mit 1.002 Einwohnern (Stand: 1. Januar 2022) im Département Vendée in der Region Pays de la Loire; sie gehört zum Arrondissement Fontenay-le-Comte und zum Kanton La Châtaigneraie. Die Einwohner werden Cheffoisiens genannt.

## Geographie
Cheffois liegt etwa 48 Kilometer östlich von La Roche-sur-Yon. Umgeben wird Cheffois von den Nachbargemeinden Réaumur im Norden und Nordwesten, Saint-Pierre-du-Chemin im Nordosten, La Tardière im Osten, Saint-Maurice-le-Girard im Süden sowie Mouilleron-en-Pareds im Westen und Südwesten.
Durch die Gemeinde führt die frühere Route nationale 752 (heutige D752).

## Bevölkerungsentwicklung
| Jahr                       | 1962 | 1968 | 1975 | 1982 | 1990 | 1999 | 2006 | 2017 |
| Einwohner                  | 905  | 799  | 758  | 764  | 816  | 821  | 901  | 977  |
| Quellen: Cassini und INSEE |      |      |      |      |      |      |      |      |

## Sehenswürdigkeiten
- Dolmen La Pierre-qui-Vire

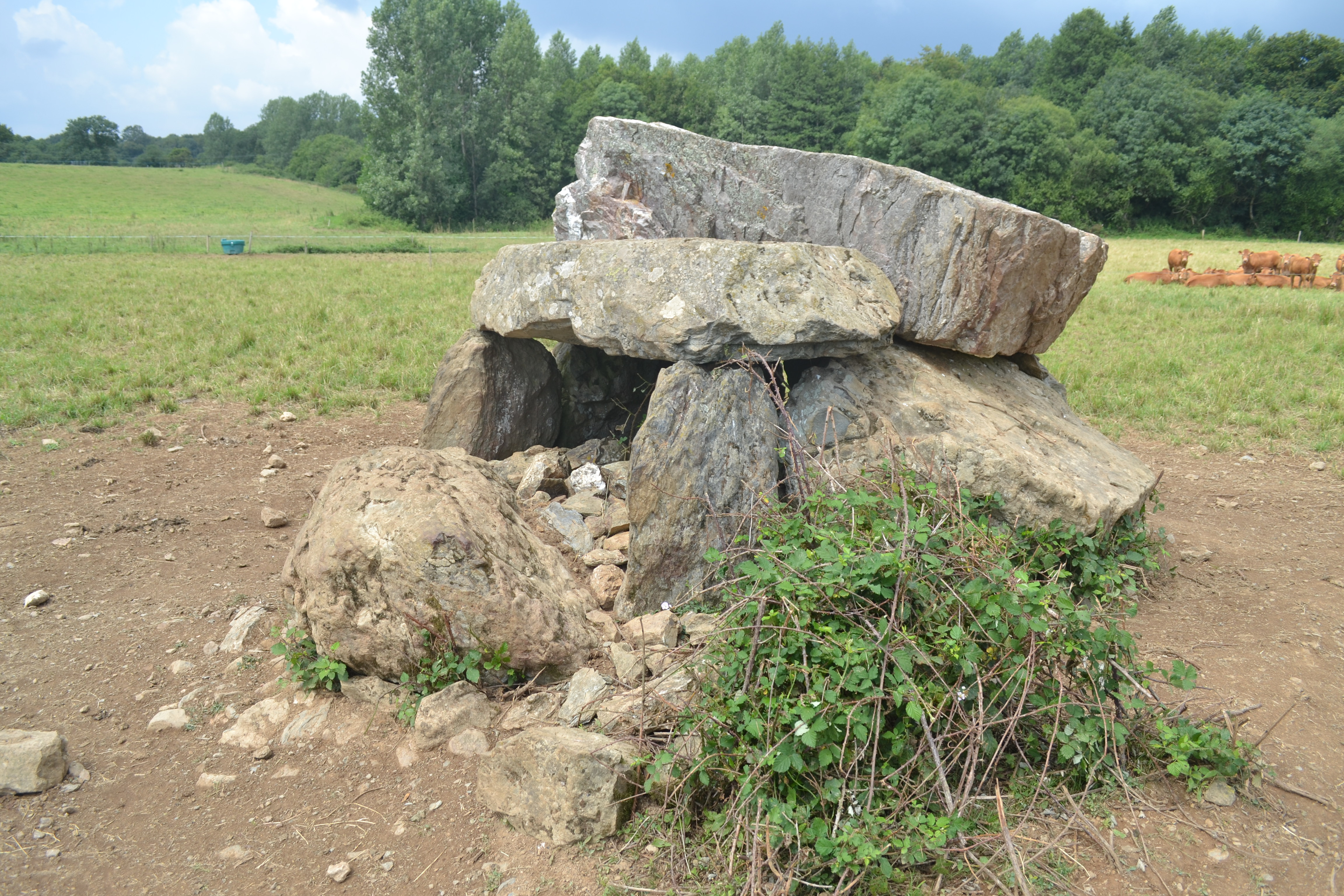
Dolmen La Pierre-qui-Vire

- Kirche Saint-Pierre aus dem 13. Jahrhundert, Umbauten aus dem 15. Jahrhundert, seit 1982 Monument historique
- Schloss La Rousselière aus dem 18./19. Jahrhundert
- Haus La Girardière

Siehe auch: Liste der Monuments historiques in Cheffois